# 野崎一
野崎 一（のざき ひとし、1922年〈大正11年〉1月1日 - 2019年〈令和元年〉9月25日）は、日本の化学者（有機合成化学・有機金属化学）。勲等は勲二等。学位は工学博士（京都大学・1949年）。京都大学名誉教授、日本学士院会員。
京都大学工学部教授、岡山理科大学教授などを歴任した。

## 概要
有機合成化学、有機金属化学を専攻する有機化学者である。1922年〈大正11年〉1月1日生まれ、岡山県出身。太平洋戦争後の日本の有機化学研究を牽引した。京都大学名誉教授。2019年〈令和元年〉9月25日に死去。
三女は東京大学大学院工学系研究科で初の女性教授の野崎京子。

## 業績
カルボカチオンを基盤としたテルペン類の合成、カルベノイドを利用した新規反応の開発などに取り組み、戦後復興期にあった日本有機化学界を牽引する業績を上げた。特に各種金属元素の性質を複合的に利用した新規反応は、当時日本の化学のレベルを世界に印象づけるものとなった。中でも野崎・檜山・岸反応は、穏和な炭素-炭素結合生成反応としてパリトキシンやエンジイン系抗生物質など、複雑な化合物の合成に数多く応用されている。
また達意の文章家としても知られ、「ほしいものだけ作る化学」「有機化学15億秒」など数多くの著書がある。

## 略歴
- 1943年（昭和18年）京都帝国大学工学部化学科卒業
- 京都大学工学部講師、助教授を経て1963年教授に昇任
- 1985年 同大学名誉教授、岡山理科大学教授
- 1985年度-1986年度 有機合成化学協会会長
- 1993年（平成5年）岡山理科大学特任教授
- 1996年 退職
- 1999年 日本学士院会員。

## 賞歴
1979年 日本化学会賞、1986年 日本学士院賞、1993年 有機合成化学特別賞。

## 栄典
1986年 紫綬褒章、1992年 勲二等瑞宝章。